# Falco novaeseelandiae
El halcón maorí o halcón de Nueva Zelanda (Falco novaeseelandiae) es una especie de ave falconiforme de la familia Falconidae endémica de Nueva Zelanda y las cercanas isla Stewart e islas Auckland. No se conocen subespecies.

## Historia natural

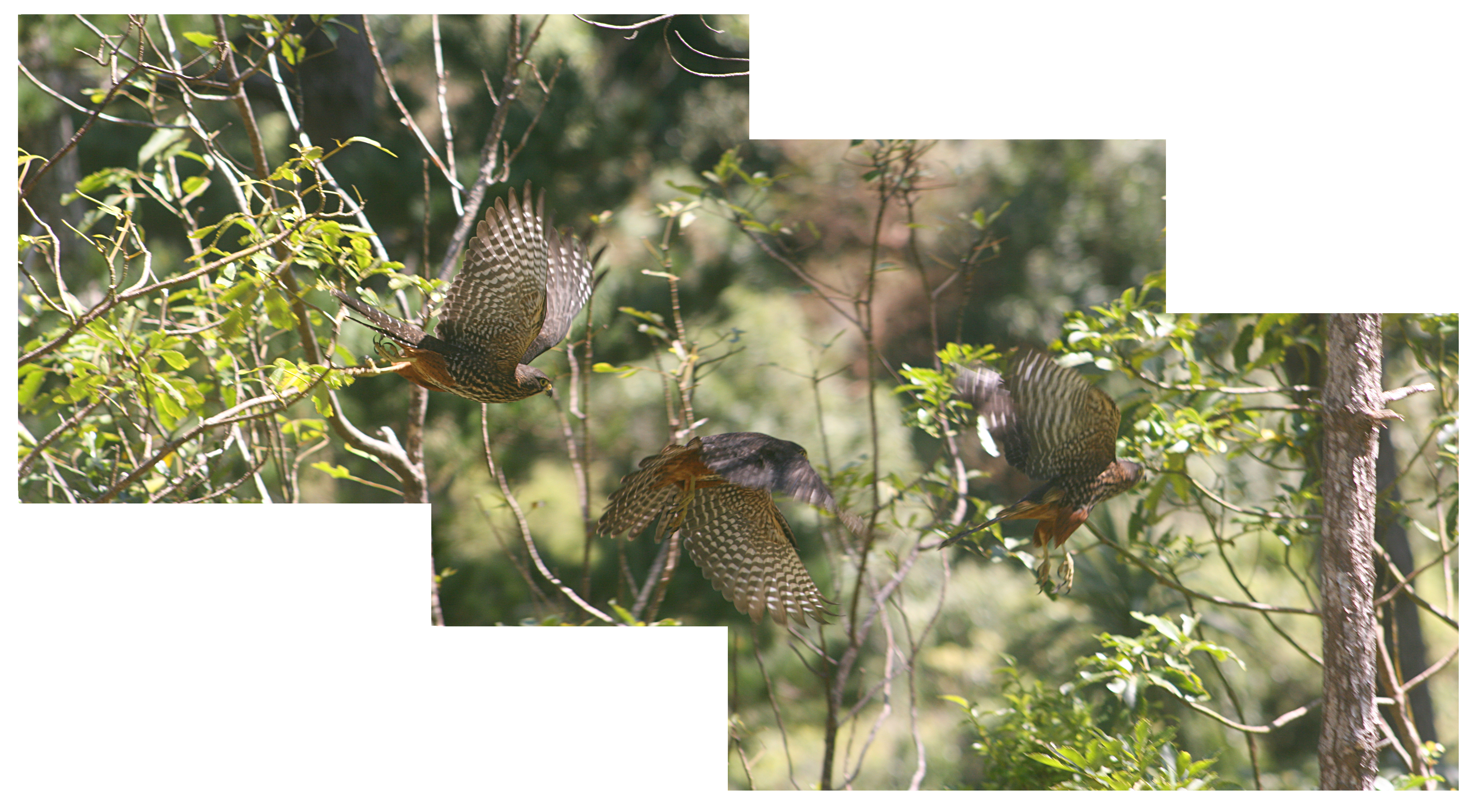
Halcón maorí mostrado en varias fases de vuelo.

Se alimenta de aves, mamíferos y reptiles pequeños. Pueden habitar bosques o lugares urbanos de poca vegetación, se le puede ver volar hasta los 2200 m. Hacen sus nidos en rocas, en la tierra, en arbustos, árboles y cualquier otro lugar escondido. Puede colocar de 2 a 4 huevos, y su incubación como otras aves, dura aproximadamente un mes.